# Catalina Woodville
Catalina Woodville o Katherine Woodville (c. 1458 - 18 de mayo de 1497), fue una noble medieval inglesa, más conocida por sus matrimonios estratégicos. Fue cuñada del rey Eduardo IV de Inglaterra y dio a luz a varios hijos ilustres.

## Biografía
Catalina era hija de Ricardo Woodville, 1.er conde de Rivers, y Jacquetta de Luxemburgo. Cuando su hermana Isabel se casó con el rey Eduardo IV, el rey elevó y promovió a muchos miembros de la familia Woodville. Registros del hogar de Isabel Woodville de 1466-1467 indican que Catalina estaba siendo criada en la casa de la reina.
En algún momento antes de la coronación de Isabel en mayo de 1465, Catalina se casó con Henry Stafford, II duque de Buckingham; cuando ambos eran todavía niños. Una descripción contemporánea de la coronación de Isabel Woodville cuenta que Catalina y su marido fueron llevados sobre los hombros de escuderos. Según Dominic Mancini, Buckingham resentía su matrimonio con una mujer de nacimiento inferior. La pareja tuvo cuatro hijos:
1. Edward Stafford, III duque de Buckingham (3 de febrero de 1478 - 17 de mayo de 1521).
2. Isabel Stafford, condesa de Sussex (ca. 1479 - 11 de mayo de 1532).
3. Henry Stafford, III conde de Wiltshire (c. 1479 - 6 de abril de 1523).
4. Anne Stafford, condesa de Huntingdon (c. 1483-1544).

En 1483, Buckingham primero se alió con Ricardo, duque de Gloucester, ayudando a su ascensión al trono como Ricardo III, y luego a Enrique Tudor, liderando una infructuosa rebelión en su nombre. Buckingham fue ejecutado por traición el 2 de noviembre de 1483.
Después de que Ricardo III fue derrotado por Enrique Tudor en la Batalla de Bosworth en 1485, Catalina se casó con el tío del nuevo rey, Jasper Tudor el 7 de noviembre de 1485.
Después de la muerte de Jasper en 1495 - a más tardar el 24 de febrero de 1496, - Catalina se casó con Ricardo Wingfield, quien le sobrevivió.

## Representación en la ficción
Catalina es la protagonista en 2010 de la novela histórica de Susan Higginbotham La corona robada. Ella se menciona brevemente en las novelas históricas de Philippa Gregory, La Reina Blanca y La Reina Roja.